# Aristoteles-Archiv
Das Aristoteles-Archiv ist ein 1965 von dem Klassischen Philologen Paul Moraux gegründetes Archiv zur Erforschung der Überlieferungsgeschichte des Corpus Aristotelicum, das heißt, aller Schriften des Aristoteles und aller unter seinem Namen gehenden Abhandlungen, am Institut für griechische und lateinische Philologie der Freien Universität Berlin. 
Seit 2014 ist das Archiv Teil des Aristotelismus-Zentrums Berlin, das sich der weitergreifenden Erforschung des Aristoteles und seiner Rezeption von der Antike bis in die Frühe Neuzeit widmet. Das Zentrum ist eine Einrichtung des Fachbereichs Philosophie und Geisteswissenschaften der FU Berlin. Dem Vorstand gehören derzeit (2021) an: die Philosophin Anne Eusterschulte, der Romanist Bernhard Huß, der Neogräzist Miltos Pechlivanos, der mittellateinische Philologe Bernd Roling und die Klassische Philologin Gyburg Uhlmann.
Im Archiv wurden Mikrofilme von ca. 1000 griechischen Handschriften des Corpus Aristotelicum und von etwa 1000 weiteren Handschriften mit spätantiken und byzantinischen Kommentaren das Corpus betreffend zusammengetragen. Ziel des Archivs ist der Aristoteles Graecus, die Aufklärung der Überlieferungsgeschichte und die maßgebliche textkritische Edition aller aristotelischen Schriften. Leiter des Archivs ist seit 1986 Dieter Harlfinger. Weitere Mitarbeiter waren Diether R. Reinsch und Jürgen Wiesner.
Eine enge Kooperation verbindet das Archiv mit dem von Dieter Harlfinger begründeten und nunmehr von ihm und Christian Brockmann geleiteten Teuchos-Zentrum der Universität Hamburg und dem Projekt Commentaria in Aristotelem Graeca et Byzantina der Berlin-Brandenburgischen Akademie der Wissenschaften.